# والدو (آرکانزاس)
والدو (آرکانزاس) (به انگلیسی: Waldo, Arkansas) یک شهر در ایالت آرکانزاس کشور ایالات متحده آمریکا با جمعیت ۱٬۲۸۳ نفر است. 

## موقعیت جغرافیایی
موقعیت جغرافیایی شهرها و مناطق اطراف به شرح زیر است: